# Sartenes cicládicas

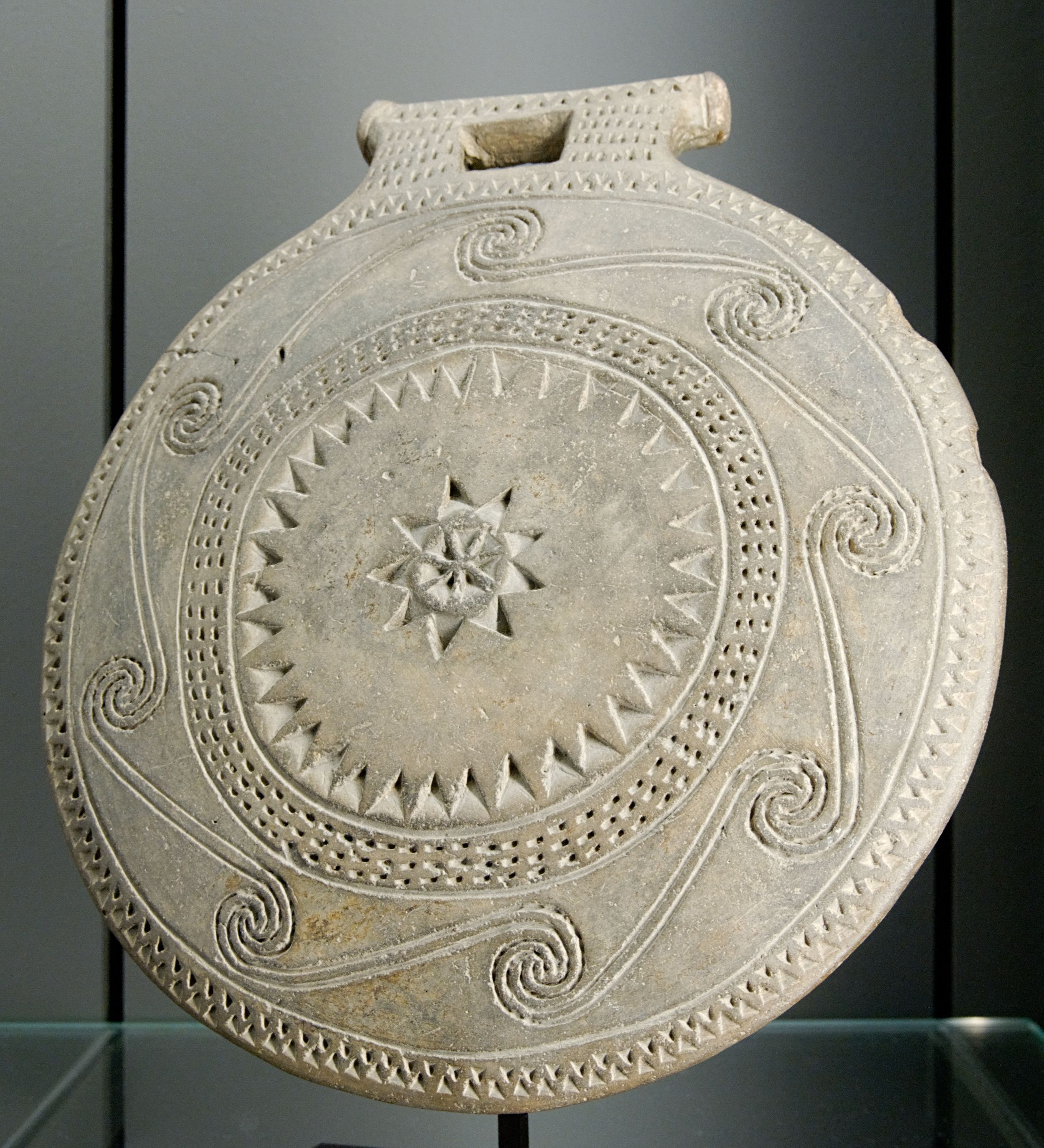
“Sartén” cicládica con decoración en espiral. Cicládico inicial I–II (ca. 2700 a. C.).

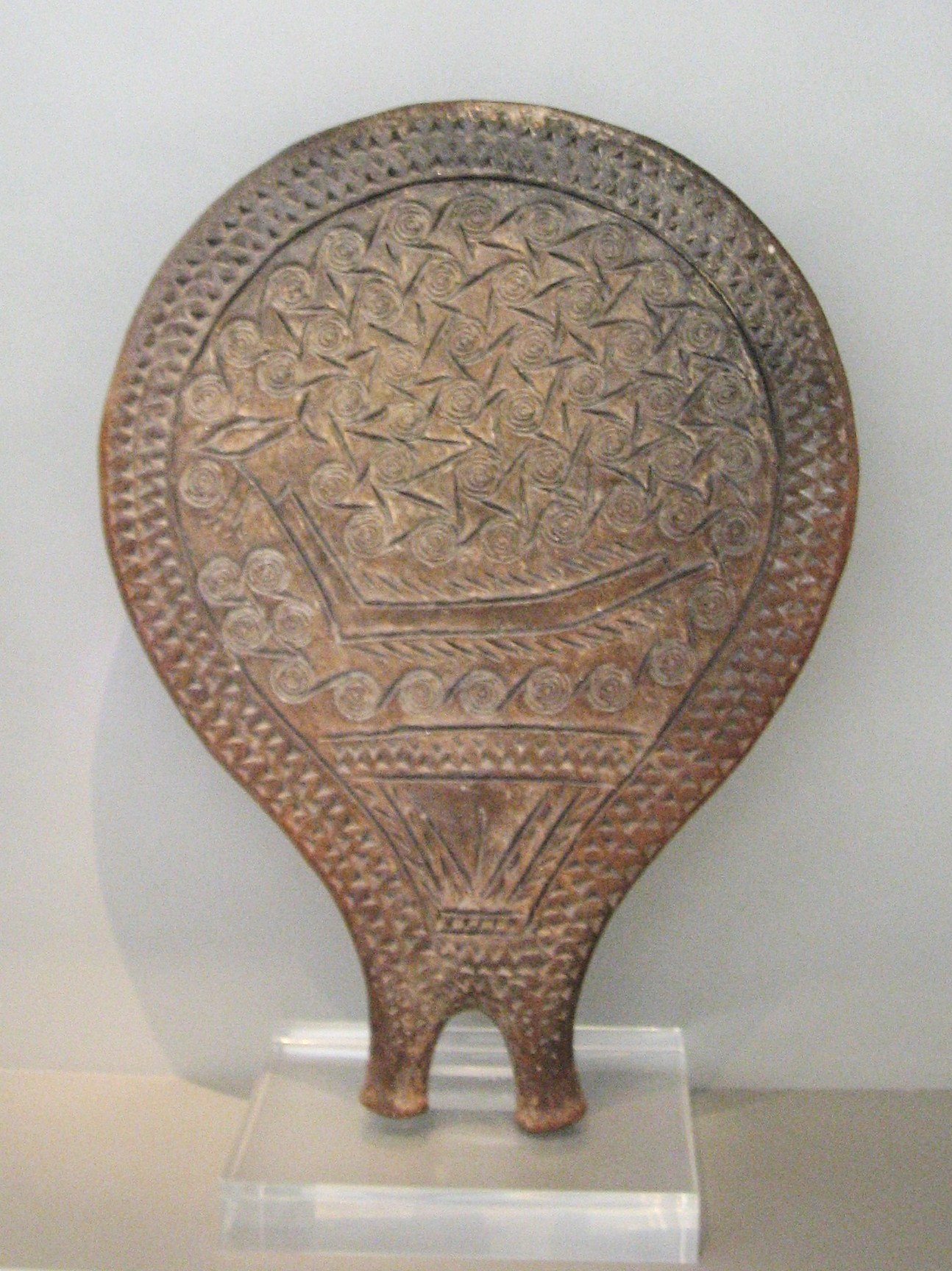
"Sartén" cicládica con decoración incisa. Cicládico inicial II, Jalandriani, Siros (cultura Keros-Siros, 2800-2300 a. C.)

Las sartenes cicládicas son objetos de cerámica hallados en estratos arqueológicos del período Cicládico inicial II de las islas del Egeo y del Heládico inicial I y II del Egeo. De uso discutido, su morfología oscila entre el plato, la bandeja y la sartén, es probable que fueran objetos de prestigio.  Su decoración es muy elaborada. Se han encontrado por todo el Egeo, normalmente en tumbas, aunque se trata de hallazgos funerarios muy raros, aspecto que no ayuda a deducir su uso.

## Descripción
Estas «sartenes» tienen un diámetro de 20-28 centímetros, borde elevado y mango. Sin embargo, toda la decoración suele estar en el borde exterior y en la base, bien impresa o incisa. Los mangos varían mucho, sobre todo en el continente. Algunos piensan que el término «mango» es engañoso, porque en muchos ejemplares esta parte es más decorativa que utilitaria.  
Se distinguen dos tipos de «sartenes». El llamado «tipo Kampos» es del Cicládico inicial: el lado liso está decorado con líneas incisas que enmarcan espirales; el mango rectangular tiene un travesaño, el área circular principal está decorada normalmente con espirales incisas en torno a una estrella central. El otro es el «tipo Siros», con un lado cóncavo sin decoración y un mango doble; el área circular principal está decorada con círculos o espirales concéntricos impresos, a menudo acompañados de dibujos incisos de barcos largos o lo que a menudo se interpreta como genitales femeninos.
Los dibujos habituales de las sartenes cicládicas incluyen:
- estrellas grandes con círculos o bandas en su interior
- motivos triangulares en filas
- círculos concéntricos
- motivos con forma de rueda
- muchas espirales pequeñas agrupadas
- barcos (con estandartes de pez)

## Usos propuestos de las sartenes cicládicas
Varían mucho, pero algunas de las teorías más extendidas son:
- platos
- utensilios de cocina
- espejos
- tambores o instrumentos de percusión
- objetos religiosos o rituales
- vasos de libaciones

La interpretación como «plato» es bastante neutral, porque un plato puede ser desde un objeto decorativo hasta uno religioso. Es muy improbable que sean utensilios de cocina, porque no hay señales de fuego en ellos, y porque normalmente se encuentran en tumbas. La interpretación como «tambor» no es verosímil, porque se esperaría que un tambor tuviera agujeros en torno al borde para atar en ellos el parche. Además, con el mango de muchos de los ejemplares hallados sería muy difícil para un intérprete sujetar el tambor.
Es mucho más interesante la interpretación como espejos. Su decoración es compatible con este tipo de objeto. Los espejos metálicos prehistóricos tienen a menudo la parte trasera decorada. La cerámica no es reflectante, pero se ha sugerido que, rellenos de agua o aceite, estos objetos podrían funcionar como espejo. Un estudio experimental concluyó que el mejor reflejo se conseguía con aceite de oliva oscuro.
La debilidad de la explicación religioso-ritual reside en que se trata del recurso habitual de los viejos arqueólogos para explicar cualquier cosa cuya explicación no es obvia. Sin embargo, dado que se han encontrado en un contexto funerario, aunque tuvieran un uso en la vida diaria, podrían tener un significado religioso profundo.